# Johann Konrad von Reinach-Hirtzbach

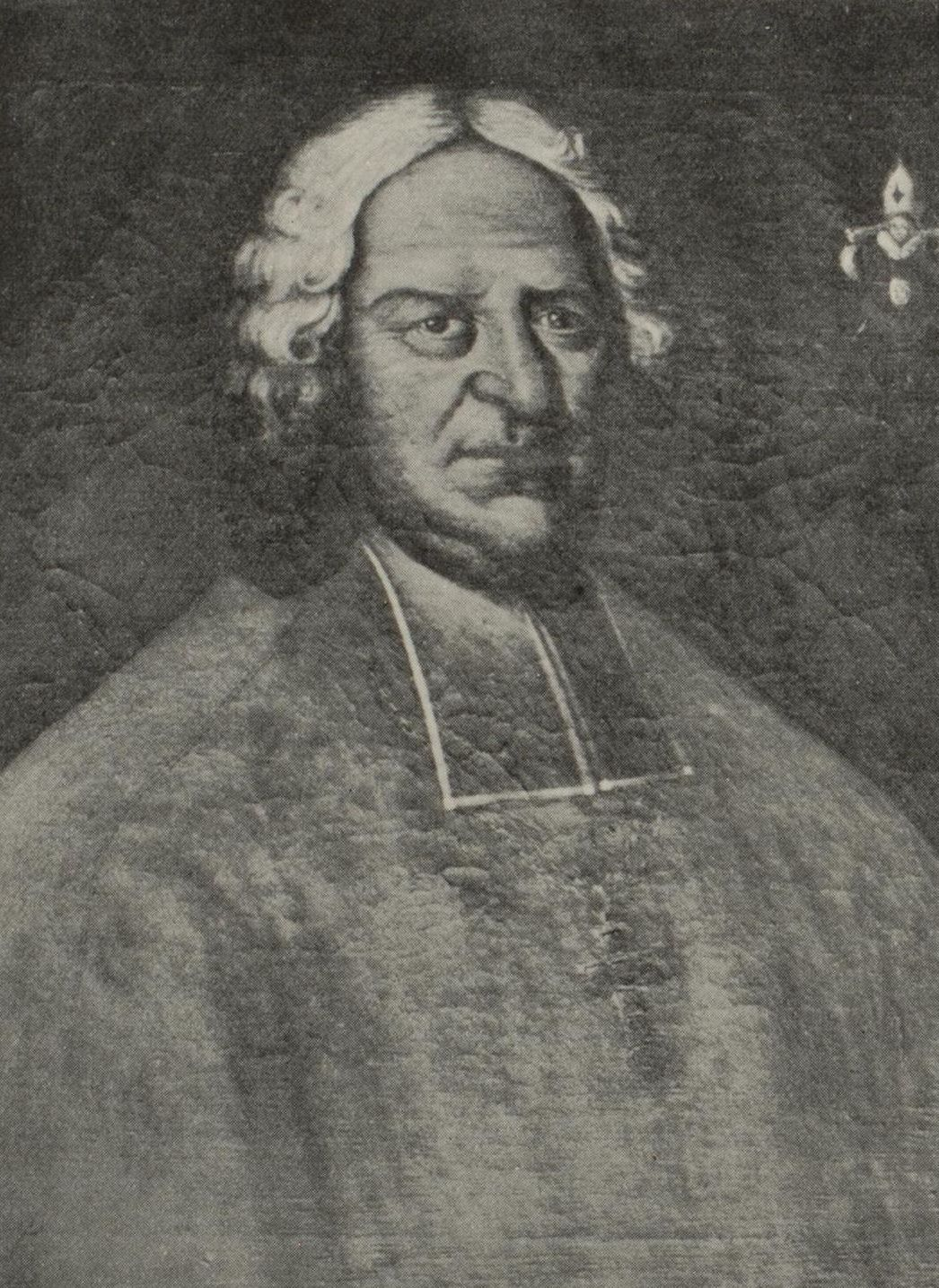
Johann Konrad von Reinach-Hirtzbach

Wappen der Freiherren von Reinach-Hirtzbach

Johann Konrad von Reinach-Hirtzbach (* 28. August 1657 in Michelbach, Elsass; † 19. März 1737 in Pruntrut) war 1705 bis 1737 Fürstbischof von Basel.

## Herkunft
Johann Konrad wurde als Sohn des Hans Diebold Freiherr von Reinach-Hirtzbach († 1702) und der Anna Maria Eva Freiin von Reinach-Steinbrunn († 1702) geboren. Der Vater stand in Diensten des Fürstbischofs und war zuletzt Vogt des Elsgaus.

## Ausbildung
Johann Konrad studierte zunächst am Jesuitengymnasium in Pruntrut und 1673–1678 Philosophie und Theologie am Collegium Germanicum in Rom.

## Karriere
Bereits 1681 wurde er Kapitular und 1692 erhielt er die Priesterweihe. 1704–1705 nahm er die Funktion des Dekans des Basler Domkapitels wahr und 1705 wurde er vom Domkapitel zum Bischof gewählt.

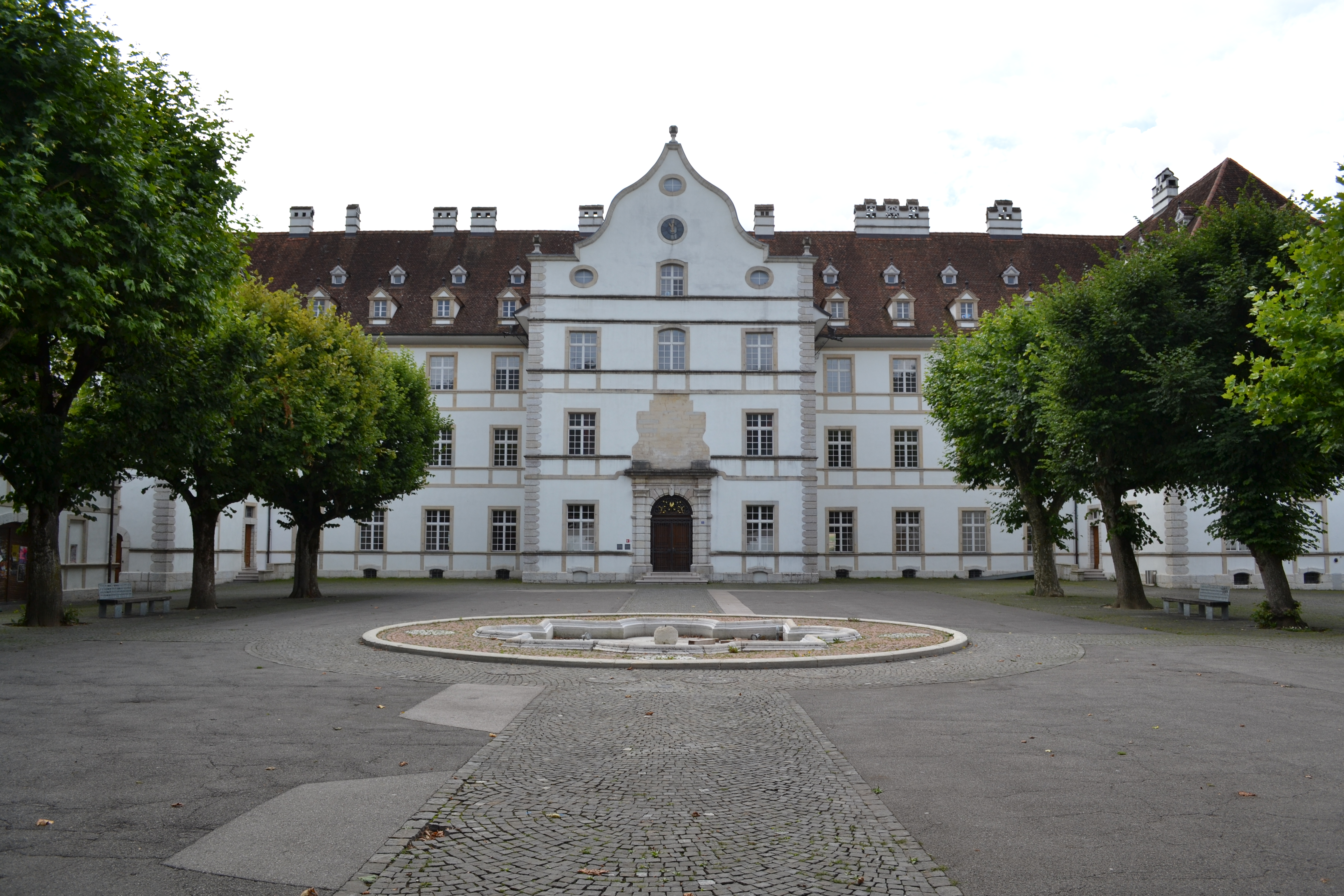
Schloss Delsberg

Nachdem Johann Konrad 1724 bei einem Reitunfall verletzt worden war und eine Behinderung geblieben war, wurde sein Bruder Johann Baptist von Reinach-Hirtzbach (1669–1734) Koadjutor des Fürstbischofs mit Nachfolgerecht – allerdings verstarb er dann schon vor seinem Bruder.

## Der Fürst
Johann Konrad gilt als der erste absolutistische Herrscher des Hochstifts. Er begann eine zentralistische Reform der öffentlichen Verwaltung, die letztlich am Volkswiderstand scheiterte, aber dennoch Grundlagen für eine modernere Verwaltung schuf. Auch auf den Feldern der Staatswirtschaft, des Verkehrs und des Münzwesens war er aktiv.
Er begann 1716 den Bau von Schloss Delémont als Zweitresidenz und begründete erneut das Priesterseminar in Pruntrut.
Seine gesamte Regierungszeit war jedoch durch die Auseinandersetzungen mit der Bevölkerung im Südjura über deren politische Mitwirkungsrechte überschattet, die er zwar 1736 durch einen Entscheid des kaiserlichen Hofes gewann, aber nicht wirklich beilegen konnte.

## Werke
Johann Konrad von Reinach-Hirtzbach: Ermahnung an diejenige bischoffl. basel. Land-Ständen und Unterthanen, so an dem zu Wien wider ... ihren ... Landes-Fürsten und Herrn geführten Process Theil genommen, 1736